# Canton d'Hirson
Le canton d'Hirson est une circonscription électorale française située dans le département de l'Aisne et la région Hauts-de-France.

## Géographie
Ce canton est organisé autour de Hirson dans l'arrondissement de Vervins. Son altitude varie de 132 m (Origny-en-Thiérache) à 295 m (Watigny) pour une altitude moyenne de 194 m.

## Histoire

### Révolution française

Carte du canton d'Hirson en 1790

Le canton est créé le 18 février 1790 sous la Révolution française,. Le canton comprend douze communes avec Hirson pour chef-lieu : Buire, Effry, Éparcy, La Hérie, Luzoir, Hirson, Mondrepuis, Neuve-Maison, Ohis, Origny, Saint-Michel et Wimy. Il est une subdivision du district de Vervins qui disparait le 5 fructidor An III (22 août 1795)
Le nombre de communes dans le canton ne bougent pas lors de la période révolutionnaire. Lors de la création des arrondissements par la loi du 28 pluviôse an VIII (17 février 1800), le canton d'Hirson est rattaché à l'arrondissement de Vervins.

### 1801 - 2015
L'arrêté du 3 vendémiaire an X (25 septembre 1801) entraîne un redécoupage du canton d'Hirson qui est conservé. Deux communes (Bucilly et Watigny) du canton d'Aubenton intègrent le canton tandis que Luzoir rejoint celui de La Capelle. Le nombre de communes passe alors de 12 à 13. En 1956, Origny prend le nom d'Origny-en-Thiérache.
De 1833 à 1848, les cantons d'Aubenton et d'Hirson avaient le même conseiller général. Le nombre de conseillers généraux était limité à 30 par département.
À la suite de ce premier redécoupage, le canton ne subit alors aucune modification dans sa composition jusqu'en mars 2015. Il portait le code canton 0217.

### Après le redécoupage de 2015
Un nouveau découpage territorial de l'Aisne entre en vigueur en mars 2015, défini par le décret du 21 février 2014, en application des lois du 17 mai 2013 (loi organique 2013-402 et loi 2013-403). Les conseillers départementaux sont, à compter de ces élections, élus au scrutin majoritaire binominal mixte. Les électeurs de chaque canton élisent au Conseil départemental, nouvelle appellation du Conseil général, deux membres de sexe différent, qui se présentent en binôme de candidats. Les conseillers départementaux sont élus pour 6 ans au scrutin binominal majoritaire à deux tours, l'accès au second tour nécessitant 12,5 % des inscrits au premier tour. En outre la totalité des conseillers départementaux est renouvelée. Ce nouveau mode de scrutin nécessite un redécoupage des cantons dont le nombre est divisé par deux avec arrondi à l'unité impaire supérieure. Dans l'Aisne, le nombre de cantons passe ainsi de 42 à 21. Le canton d'Hirson fait partie des treize cantons du département dont les limites territoriales diffèrent, les huit autres sont des nouveaux cantons. 
Avec ce redécoupage, les communes du canton d'Aubenton sont regroupées avec celui d'Hirson. Le bureau centralisateur est fixé à Hirson et le canton regroupe désormais 26 communes avec le nouveau code canton 0208.

## Représentation

### Conseillers généraux de 1833 à 2015
| Période | Période          | Identité                 | Étiquette    | Qualité |
| ------- | ---------------- | ------------------------ | ------------ | --- |
| 1833    | 1869             | Louis Loth               |              | Propriétaire, notaire, maire d'Hirson (1826-1858) |
| 1869    | 1877             | Jules Bailly Lhote       | Droite       | Cultivateur, maire de Mondrepuis |
| 1877    | 1887 (décès)     | Louis Rousseau           | Gauche       | Maire d'Hirson (1876-1884) |
| 1887    | 1889             | Rémy Gallas              | Rad.         | Maire d'Hirson (1884-1894) |
| 1889    | 1890 (démission) | Edmond Turquet           | Boulangiste  | Magistrat - Député (1871-1889) |
| 1890    | 1907             | Léopold Hourlier         | Rad.         | Maître de fonderie Maire de Saint-Michel (1890-1903), conseiller d'arrondissement                                                                      |
| 1907    | 1913 (décès)     | Rémy Gallas              | Rad.         | Ancien Maire d'Hirson Président du Conseil Général (1910-1913)                                                                                         |
| 1914    | 1919             | Albert Dormoy            | Rad.         | Industriel - Maire de Saint-Michel (1908-1919) |
| 1919    | 1937             | Jules Décamp (1863-1945) | Rad.         | Hôtelier Maire d'Hirson (1925-1929) |
| 1937    | 1940             | Raymond Fischer          | SFIO         | Architecte |
|         |                  |                          |              | |
| 1943    | 1945             | Arthur Lefèvre           |              | Notaire Conseiller municipal d'Hirson Nommé conseiller départemental en 1943 Déclaré inéligible le 18 octobre 1944                                     |
|         |                  |                          |              | |
| 1945    | 1964             | Raymond Fischer          | SFIO         | Architecte - Maire d'Hirson (1947-1965) |
| 1964    | 1988             | Maurice Brugnon          | SFIO puis PS | Directeur d'école Député (1967-1981) Maire de Saint-Michel (1965-1991)                                                                                 |
| 1988    | 2015             | Jean-Jacques Thomas      | PS           | Journaliste Président de l'EPCI du Pays des Trois Rivières (? → ) Maire d'Hirson (Depuis 1995) Premier Vice-Président du Conseil Général (2008 → 2015) |

### Conseillers d'arrondissement (de 1833 à 1940)
Le canton d'Hirson avait deux conseillers d'arrondissement.
| Période                                  | Période          | Identité                        | Étiquette   | Qualité |
| ---------------------------------------- | ---------------- | ------------------------------- | ----------- | --- |
| 1833                                     | 1842             | Pierre Louis Bailly (1769-1852) |             | Cultivateur à Mondrepuis                                                                                    |
|                                          |                  |                                 |             | |
|                                          | 1891 (démission) | Léopold Hourlier                | Rad.        | Maître de fonderie, maire de Saint-Michel                                                                   |
| 1891                                     | 1901             | Jules Pécheux                   | Républicain | Maire de Bucilly                                                                                            |
| 1901                                     | 1934 (décès)     | Émile Villemant                 | URD         | Négociant entrepositaire, maire d'Hirson (1912-1925 et 1929-1934) Député (1924-1928), Sénateur (1930-1934)  |
| 1904                                     | 1910             | Jules Leroy                     |             | Trésorier de la société mutuelle des ouvriers, conseiller municipal d'Hirson                                |
| 1910                                     | 1928             | Alphonse-Gérard Bacqueville     | Radical     | Industriel, maire d'Effry                                                                                   |
| 1928                                     | 1940             | Maurice Gobert                  | URD         | Médecin, maire d'Hirson (1935-1940), domicilié à Any                                                        |
| 1934                                     | 1940             | Michel Labiausse                | Droite      | Professeur d'éducation physique à Hirson                                                                    |
| 1940                                     |                  |                                 |             | Les conseils d'arrondissement ont été suspendus par la loi du 12 octobre 1940 et n'ont jamais été réactivés |
| Les données manquantes sont à compléter. |                  |                                 |             | |

### Conseillers départementaux après 2015
| Période élective | Période élective | Mandat | Mandat   | Identité            | Nuance | Nuance | Qualité                                                |
| ---------------- | ---------------- | ------ | -------- | ------------------- | ------ | ------ | ------------------------------------------------------ |
| 2015             | 2021             | 2015   | 2021     | Anne-Marie Fournier |        | RN     | Retraitée, Luzoir                                      |
| 2015             | 2021             | 2015   | 2021     | Claude Mouflard     |        | RN     | Apiculteur à Buire                                     |
| 2021             | 2028             | 2021   | en cours | Jérôme Duverdier    |        | LR     | Salarié agricole Maire de Martigny                     |
| 2021             | 2028             | 2021   | en cours | Mélanie Nicolas     |        | LR     | Conseillère en insertion professionnelle Maire de Wimy |

#### Élections de mars 2015
À l'issue du premier tour des élections départementales de 2015, deux binômes sont en ballottage : Anne-Marie Fournier et Claude Mouflard (FN, 37,91 %) et Ginette Devaux et Jean-Jacques Thomas (Union de la Gauche, 31,63 %). Le taux de participation est de 51,67 % (8 106 votants sur 15 687 inscrits) contre 53,32 % au niveau départemental et 50,17 % au niveau national.
Au second tour, Anne-Marie Fournier et Claude Mouflard (FN) sont élus Conseillers départementaux de l'Aisne avec 54,83 % des suffrages exprimés et un taux de participation de 56,53 % (4 356 voix pour 8 868 votants et 15 687 inscrits).

#### Élections de juin 2021
Le premier tour des élections départementales de 2021 est marqué par un très faible taux de participation (33,26 % au niveau national). Dans le canton d'Hirson, ce taux de participation est de 35,17 % (5 249 votants sur 14 924 inscrits) contre 34,94 % au niveau départemental. À l'issue de ce premier tour, deux binômes sont en ballottage : Claude Mouflard et Stéphanie Viéville (RN, 24,97 %) et Jérôme Duverdier et Mélanie Nicolas (DVD, 23,61 %).
Le second tour des élections est marqué une nouvelle fois par une abstention massive équivalente au premier tour. Les taux de participation sont de 34,3 % au niveau national, 34,65 % dans le département et 34,45 % dans le canton d'Hirson. Jérôme Duverdier et Mélanie Nicolas (DVD) sont élus avec 64,23 % des suffrages exprimés (2 984 voix pour 5 143 votants et 14 930 inscrits),,.

## Composition

### Composition avant 2015

Carte des communes du canton

Le canton d'Hirson regroupait 13 communes et comptait 18 801 habitants en 2012.
| Nom                 | Code Insee | Codepostal | Superficie (km2) | Population (dernière pop. légale) | Densité (hab./km2) |
| ------------------- | ---------- | ---------- | ---------------- | --------------------------------- | ------------------ |
| Hirson (chef-lieu)  | 02381      | 02500      | 33,77            | 9 348 (2012)                      | 277                |
| Bucilly             | 02130      | 02500      | 12,85            | 188 (2012)                        | 15                 |
| Buire               | 02134      | 02500      | 4,13             | 880 (2012)                        | 213                |
| Effry               | 02275      | 02500      | 2,77             | 343 (2012)                        | 124                |
| Éparcy              | 02278      | 02500      | 7,52             | 43 (2012)                         | 5,7                |
| La Hérie            | 02378      | 02500      | 4,22             | 152 (2012)                        | 36                 |
| Mondrepuis          | 02495      | 02500      | 20,33            | 999 (2012)                        | 49                 |
| Neuve-Maison        | 02544      | 02500      | 8,42             | 597 (2012)                        | 71                 |
| Ohis                | 02567      | 02500      | 6,48             | 310 (2012)                        | 48                 |
| Origny-en-Thiérache | 02574      | 02550      | 16,48            | 1 577 (2012)                      | 96                 |
| Saint-Michel        | 02684      | 02830      | 42,20            | 3 542 (2012)                      | 84                 |
| Watigny             | 02831      | 02830      | 21,12            | 374 (2012)                        | 18                 |
| Wimy                | 02833      | 02500      | 12,04            | 448 (2012)                        | 37                 |

### Composition à partir de 2015
Le nouveau canton d'Hirson regroupe 26 communes.
| Nom                            | Code Insee | Intercommunalité      | Superficie (km2) | Population (dernière pop. légale) | Densité (hab./km2) | Modifier                                    |
| ------------------------------ | ---------- | --------------------- | ---------------- | --------------------------------- | ------------------ | ------------------------------------------- |
| Hirson (bureau centralisateur) | 02381      | CC des Trois Rivières | 33,77            | 8 565 (2022)                      | 254                | modifier les données · modifier les données |
| Any-Martin-Rieux               | 02020      | CC des Trois Rivières | 17,73            | 455 (2022)                        | 26                 | modifier les données · modifier les données |
| Aubenton                       | 02031      | CC des Trois Rivières | 23,70            | 659 (2022)                        | 28                 | modifier les données · modifier les données |
| Beaumé                         | 02055      | CC des Trois Rivières | 9,18             | 84 (2022)                         | 9,2                | modifier les données · modifier les données |
| Besmont                        | 02079      | CC des Trois Rivières | 15,86            | 137 (2022)                        | 8,6                | modifier les données · modifier les données |
| Bucilly                        | 02130      | CC des Trois Rivières | 12,85            | 202 (2022)                        | 16                 | modifier les données · modifier les données |
| Buire                          | 02134      | CC des Trois Rivières | 4,13             | 822 (2022)                        | 199                | modifier les données · modifier les données |
| Coingt                         | 02204      | CC des Trois Rivières | 7,31             | 63 (2022)                         | 8,6                | modifier les données · modifier les données |
| Effry                          | 02275      | CC des Trois Rivières | 2,77             | 313 (2022)                        | 113                | modifier les données · modifier les données |
| Éparcy                         | 02278      | CC des Trois Rivières | 7,52             | 34 (2022)                         | 4,5                | modifier les données · modifier les données |
| La Hérie                       | 02378      | CC des Trois Rivières | 4,22             | 121 (2022)                        | 29                 | modifier les données · modifier les données |
| Iviers                         | 02388      | CC des Trois Rivières | 7,45             | 219 (2022)                        | 29                 | modifier les données · modifier les données |
| Jeantes                        | 02391      | CC des Trois Rivières | 15,61            | 224 (2022)                        | 14                 | modifier les données · modifier les données |
| Landouzy-la-Ville              | 02405      | CC des Trois Rivières | 15,76            | 514 (2022)                        | 33                 | modifier les données · modifier les données |
| Leuze                          | 02425      | CC des Trois Rivières | 10,19            | 187 (2022)                        | 18                 | modifier les données · modifier les données |
| Logny-lès-Aubenton             | 02435      | CC des Trois Rivières | 8,15             | 83 (2022)                         | 10                 | modifier les données · modifier les données |
| Martigny                       | 02470      | CC des Trois Rivières | 16,96            | 421 (2022)                        | 25                 | modifier les données · modifier les données |
| Mondrepuis                     | 02495      | CC des Trois Rivières | 20,33            | 1 033 (2022)                      | 51                 | modifier les données · modifier les données |
| Mont-Saint-Jean                | 02522      | CC des Trois Rivières | 3,97             | 81 (2022)                         | 20                 | modifier les données · modifier les données |
| Neuve-Maison                   | 02544      | CC des Trois Rivières | 8,42             | 607 (2022)                        | 72                 | modifier les données · modifier les données |
| Ohis                           | 02567      | CC des Trois Rivières | 6,48             | 270 (2022)                        | 42                 | modifier les données · modifier les données |
| Origny-en-Thiérache            | 02574      | CC des Trois Rivières | 16,48            | 1 354 (2022)                      | 82                 | modifier les données · modifier les données |
| Saint-Clément                  | 02674      | CC des Trois Rivières | 5,01             | 47 (2022)                         | 9,4                | modifier les données · modifier les données |
| Saint-Michel                   | 02684      | CC des Trois Rivières | 42,20            | 3 222 (2022)                      | 76                 | modifier les données · modifier les données |
| Watigny                        | 02831      | CC des Trois Rivières | 21,12            | 359 (2022)                        | 17                 | modifier les données · modifier les données |
| Wimy                           | 02833      | CC des Trois Rivières | 12,04            | 464 (2022)                        | 39                 | modifier les données · modifier les données |
| Canton d'Hirson                | 0208       |                       | 349,21           | 20 540 (2022)                     | 59                 | modifier les données                        |

## Démographie

### Démographie avant le redécoupage de 2015
| 1962   | 1968   | 1975   | 1982   | 1990   | 1999   | 2006   | 2007   | 2008   |
| ------ | ------ | ------ | ------ | ------ | ------ | ------ | ------ | ------ |
| 23 286 | 23 065 | 22 311 | 21 521 | 20 149 | 19 897 | 19 146 | 18 965 | 18 907 |

| 2009   | 2010   | 2011   | 2012   | - | - | - | - | - |
| ------ | ------ | ------ | ------ | - | - | - | - | - |
| 18 942 | 18 863 | 18 827 | 18 801 | - | - | - | - | - |

### Démographie après le redécoupage de 2015
En 2022, le canton comptait 20 540 habitants, en évolution de −4,51 % par rapport à 2016 (Aisne : −1,97 %, France hors Mayotte : +2,11 %).
| 2013   | 2018   | 2022   |
| ------ | ------ | ------ |
| 22 077 | 21 171 | 20 540 |